# Selektiv opmærksomhed
Det er et omdiskuteret emne, hvornår opmærksomheden selekterer, altså udvælger, hvilket information, man skal fokusere på. Svaret på det spørgsmål har en betydning for, hvor meget information vi mennesker bearbejder i ethvert givent øjeblik .
Generelt er der en ide om, at der først bearbejdes basale fysiske karakteristika, efterfulgt af mere komplekse egenskaber. Så jo tidligere selektiviteten spiller ind, des simplere karakteristika baserer den sig på.
Et studie af Cherry fra 1953 gav et udgangspunkt for denne diskussion. Cherry brugte dikotisk lytning, hvor der afspilles to forskellige sætninger på samme tid i et par høretelefoner. Således blev der afspillet en sætning i hvert øre. Forsøgspersonerne skulle kun gentage den ene sætning, mens de skulle ignorere den anden. Det blev i studiet fundet, at forsøgspersonerne ikke kunne fortælle noget om det semantiske (sprog, betydning m.m.) i den ignorerede sætning, men at de registrerede ændringer af de fysiske karakteristika (tone, køn m.m.) i den ignorerede sætning. Altså måtte selektionen ske tidligt og basere sig på simple, fysiske karakteristika.

## Broadbents filterteori
Donald Broadbents filterteori fra 1958 foreslår, at der er en flaskehals tidligt i bearbejdningsprocessen, som gør, at kun få informationer kan bearbejdes ad gangen.
Først bliver al information fra sanserne bearbejdet parallelt og opbevaret i en sensorisk buffer, hvorefter det kommer til flaskehalsen, hvor det bearbejdes serielt. I flaskehalsen er der et filter, som sorterer informationen baseret på fysiske karakteristika og efter hvilken kanal (f.eks. øre) informationen kommer fra. Al information, der kommer gennem filteret, bliver fuldt bearbejdet. Broadbent undersøgte dette auditivt, ved at opstille et forsøg. Her fandt han, at hvis to talrækker, f.eks. (8-9-7) i venstre øre og (5-8-1) i højre, blev præsenteret i samtidigt, så ville forsøgsdeltageren gentage talrækkerne sorteret efter, hvilket øre de blev præsenteret i, så f.eks. i rækkefølgen (8-9-7 , 5-8-1). Dermed kom Broadbent frem til, at alle tal måtte have været bearbejdet enkeltvis og desuden måtte flaskehalsen sortere på baggrund af fysiske karakteristika, f.eks. gennem en sensorisk kanal (f.eks. højre øre) .
På baggrund af hans fund i forsøgene argumenterede Broadbent for, at fysiske karakteristika ved informationen er afgørende for, om man registrerer den, samt at flaskehalsen må sortere på baggrund af fysiske karakteristika, ellers kunne forsøgspersonerne bare have rapporteret tallene tilfældigt i hans forsøg, hvilket de ikke gjorde. Resultaterne fra hans forsøg samt hans antagelser omkring disse, danner grundlaget for, at Broadbent udformede en teori, hvor flaskehalsen (altså selektionen), er placeret tidligt i bearbejdningsprocessen.
Ifølge modellen bliver al information, der registreres af vores sanser, først bearbejdet parallelt og opbevaret i en sensorisk buffer, indtil informationen når flaskehalsen. Ved flaskehalsen sorterer et filter informationen, så kun den vigtigste information bliver bearbejdet. Filteret frasorterer og vælger information ud fra fysiske karakteristika (f.eks. frekvens eller hvilken sensorisk kanal informationen kommer fra). Dermed kan filteret ikke sortere information efter semantiske karakterer, og det er kun de simple fysiske karakteristika, ved ignoreret information, der når at blive bearbejdet, før filteret sorterer det fra. Hvilket medfører at den semantiske viden fra informationen ikke når at blive bearbejdet og er derfor ikke længere tilgængelig for personen. Dette stemmer overens med Cherrys fund fra 1953.

## Treismans dæmpningsteori
Anne Treismans dæmpningsteori (på engelsk Filter Attenuation Theory) går ud på, at den ignorerede stimuli kun er dæmpet, og ikke helt ignoreret. Ydermere foreslår Treisman, at to vigtige faktorer, der påvirker selektionen, er den subjektive vigtighed, f.eks. ens eget navn, og hvor relevant noget er for det, man er i gang med. Treismans filter er altså fleksibelt, og afhænger meget af konteksten.
Teorien er formuleret i Treismans rapport fra 1964, hvor hun undersøger de resultater, som Broadbent fandt og brugte til at formulere sin filterteori. Treismans forsøgsopstilling mindede meget om Broadbents, men havde få ændringer. I sit forsøg fandt Treisman bl.a., at forsøgspersonerne opfattede mere af det ignorerede input, end Broadbent ellers havde foreslået. F.eks. lagde Treismans forsøgspersoner mærke til, om taleren i det ignorerede lydspor skiftede fra at være mand til at være kvinde og omvendt.

## Deutsch og Deutschs senselektionsteori
Som modspil til Broadbents filterteori, foreslår Deutsch og Deutsch i 1963 en senselektionsteori, hvor al information bliver bearbejdet fuldt ud (parallelt), og at selektionen først sker, når der skal afgives respons .
Teorien antager en parallel informationsbearbejdning, hvor begrænsningen træder i kraft, når individet skal af afgive respons. Dermed kan senselektionsteorien, ligesom Treismans dæmpningsteori, forklare hvordan semantisk indhold kan påvirke selektionen.

## Lavies belastningsteori
Nilli Lavie var inspireret af debatten om tidlig og sen selektion. Hun foreslog, at debatten potentielt kunne løses, hvis man kunne bevise, at den selektive processering afhænger af den perceptuelle belastning, altså hvor let eller svær en opgave er. Lavie udformede derfor tre forsøg for at undersøge dette. Forsøgenes formål var at måle, hvor meget irrelevant information, forsøgspersonerne registrerede, mens de var i gang med en opgave. Forsøgspersonerne skulle udføre flere forskellige opgaver, som varierede i sværhedsgrad. En let opgave var f.eks. at lægge mærke til en figurs tilstedeværelse, mens en svær opgave var at lægge mærke til figurens størrelse og placering. Mens opgaven blev løst, blev forsøgspersonerne samtidig præsenteret for en distraktion.
I disse forsøg fandt Lavie, at distraktionen kun distraherede forsøgspersonerne, hvis de var ved at løse en let opgave, og ikke hvis de løste en svær opgave. Dette tyder ifølge Lavie på, at selektionsprocessen må være forskellig afhængig af, hvor svær den igangværende opgave er. Hun tolkede, at det var fordi, at der var flere kognitive ressourcer til overs fra en let opgave end fra en svær opgave. Altså afhænger selektionen af den enkelte opgave.
Lavie konkluderede, at opmærksomhedens ressourcer fordeles ad to omgange; først til de relevante informationer, dernæst til de resterende informationer. Teorien forklarer dog ikke, hvorfor bearbejdningen af opgaven nogle gange påvirkes negativt af distraktioner, da opgaven burde bearbejdes under alle omstændigheder før der tages højde for bearbejdning af distraktionerne.